# Gongora rosea
Gongora rosea là một loài thực vật có hoa trong họ Lan. Loài này được (Cogn.) R.Rice mô tả khoa học đầu tiên năm 2002.